# Почитељ (Госпић)
Почитељ је насељено мјесто у Лици, у саставу града Госпића, Личко-сењска жупанија, Република Хрватска.

## Географија
Почитељ је удаљен 16 км југоисточно од Госпића.

## Историја
У месту је 1847. године пописано 1577 православних Срба. За две деценије, 1867. године број је незнатно увећан на 1635 душа.
Месна црквена општина је 1896. године приложила 10 ф. у Фонд "Св. Саве", а поп Манојло Дошен 2 ф.
Почитељ се од распада Југославије до септембра 1993. године налазио у Републици Српској Крајини. Хрватска војска га је већински освојила у акцији Медачки џеп.
У Почитењу су 2013. живеле само три српске старице.

## Култура
У Почитељу је сједиште истоимене парохије Српске православне цркве. Парохија Почитељ припада Архијерејском намјесништву личком у саставу Епархије Горњокарловачке. У Почитељу је постојао храм Српске православне цркве Успења Пресвете Богородице саграђен 1725. године, а срушен на Богојављање 1949. године. Парохију сачињавају: Ситник, Његовани и Љубојевићи.

## Демографија
У пописима мјеста из 1696. и 1700. године, спомиње се да у селу има 40 православних кућа, а исто толико наводи их и попис из 1712. године.
Тада су у Почитељу живјели: Бобићи, Божићи, Чатићи, Чутуриле, Дошени, Иванчевићи, Краљешићи, Ласковићи, Лубеновићи, Љубојевићи, Мишчевићи, Његовани, Павлице, Поткоњаци, Радошевићи, Рогићи, Срдићи, Тркуље, Узелци, Витаси и Вуксани.
Према попису из 1991. године, насеље Почитељ је имало 307 становника, међу којима је било 294 Срба, 5 Хрвата, 3 Југословена и 5 осталих. Према попису становништва из 2001. године, Почитељ је имао свега 14 становника. Према попису становништва из 2011. године, насеље Почитељ је имало 4 становника.
| Националност       | 1991. | 1981. | 1971. | 1961. |
| Срби               | 294   | 401   | 627   | 796   |
| Југословени        | 3     | 16    | 1     |       |
| Хрвати             | 5     | 3     | 8     | 3     |
| остали и непознато | 5     | 6     | 4     | 1     |
| Укупно             | 307   | 426   | 640   | 800   |

| Демографија | Демографија | Демографија |
| Година      | Становника  | Становника  |
| ----------- | ----------- | ----------- |
| 1857.       | 1.340       |             |
| 1869.       | 1.505       |             |
| 1880.       | 1.432       |             |
| 1890.       | 1.550       |             |
| 1900.       | 1.674       |             |
| 1910.       | 1.548       |             |
| 1921.       | 1.594       |             |
| 1931.       | 1.626       |             |
| 1948.       | 1.143       |             |
| 1953.       | 1.008       |             |
| 1961.       | 800         |             |
| 1971.       | 640         |             |
| 1981.       | 426         |             |
| 1991.       | 307         |             |
| 2001.       | 14          |             |
| 2011.       |             | 4           |

## Попис 1991.
На попису становништва 1991. године, насељено место Почитељ је имало 307 становника, следећег националног састава:
| Попис 1991.‍  | Попис 1991.‍  | Попис 1991.‍ | Попис 1991.‍ | Попис 1991.‍ |
| ------------ | ------------ | ----------- | ----------- | ----------- |
|              |              |             |             |             |
| Срби         | Срби         |             | 294         | 95,76%      |
| Хрвати       | Хрвати       |             | 5           | 1,62%       |
| Југословени  | Југословени  |             | 3           | 0,97%       |
| Грци         | Грци         |             | 1           | 0,32%       |
| неопредељени | неопредељени |             | 2           | 0,65%       |
| непознато    | непознато    |             | 2           | 0,65%       |
| укупно: 307  |              |             |             |             |

## Знамените личности
- Јован Дошеновић (1781 — 1813), српски пјесник, преводилац и филозоф
- Пекиша Вуксан (1905 — 1941), народни херој Југославије